# 奶泡器

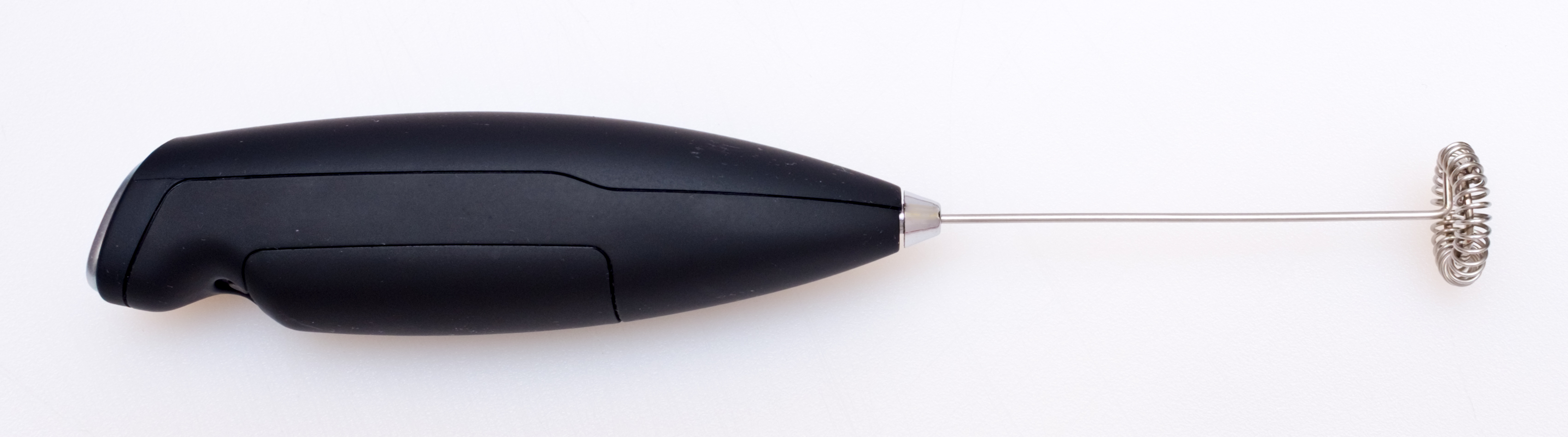
电池供电的奶泡棒

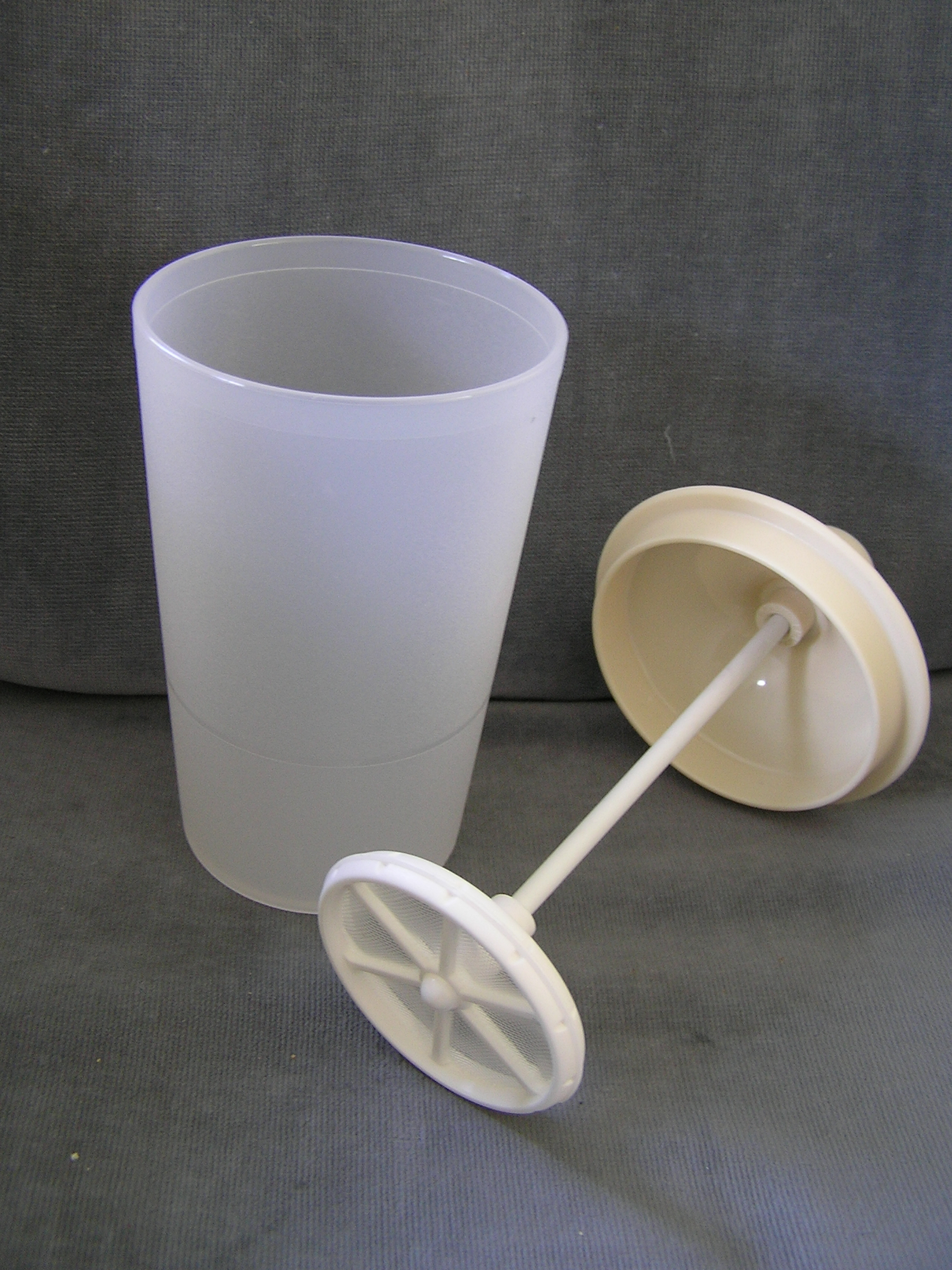
柱塞式奶泡器

奶泡器

奶泡器是制作奶泡的器具，通常是在製作卡布奇诺、拿铁等咖啡時使用。 
它可以给牛奶曝氣並产生厚重的泡沫。在这个过程中會形成的微小气泡，使得牛奶的质地更轻，体积更大。目前有三种主要类型的奶泡器：手动、手持电动和自动。有些设备可以在制作泡沫時可以同时加热牛奶。
另一种制作奶泡的方法是使用浓缩咖啡机上的蒸汽喷嘴或棒；这也可以同時加热牛奶，这是制作卡布奇诺的常用方法。 